# Tinia (regione)
Nell'antichità Tinia era il nome della regione, limitrofa alla Bitinia (nell'odierna Anatolia), abitata dai Tini, una tribù di origine tracia.